# 얼지마, 죽지마, 부활할 거야
《얼지마, 죽지마, 부활할 거야》(러시아어: Замри, умри, воскресни, 영어: Don't Move, Die And Rise Again!)는 러시아(구 소련)에서 제작된 비탈리 카네프스키 감독의 1990년 드라마 영화이다. 디나라 드루카로바 등이 주연으로 출연하였다.

## 출연

### 주연
- 디나라 드루카로바
- 파블 나자로브